# 長谷川ニイナ
長谷川 ニイナ（はせがわ ニイナ、Hasegawa Nina, 2000年3月31日 - ）は、日本の元女性タレントである。旧名、ニイナ（Nina）。
福岡県出身。かつては研音に所属していた。カナダと日本のハーフである。

## 略歴
- 2008年 - 研音のオーディションに応募、研音に所属。
- 2012年4月 - 2014年3月 『大!天才てれびくん』にてれび戦士として出演。
- 2014年4月 - 芸名をニイナから長谷川ニイナに改名。
- 2018年3月 - 研音との契約満了により事務所を離れる。以降はフリーで2019年3月まで『めざましテレビ』の出演を継続した。

## 人物
幼少期にカナダに居住していたこともある。幼稚園の頃から芸能界に興味を持つようになり、小学3年生の時に研音のオーディションに応募、研音に所属、モデルとして活動。小学5年生の時の研音のレッスンに初参加で女優を目指すようになる。

## 出演

### バラエティ
- ももち浜ストア「ニーナ&ブッキーの『それってな〜に?』」（2009年 - 2011年、テレビ西日本） - ニーナ（新菜）名義[4]
- 大!天才てれびくん（2012年 - 2014年、NHK Eテレ）てれび戦士 - 長谷川ニイナ名義
- ワイドナショー（2015年11月8日、フジテレビ） - 現役女子高生
- ナンカゲツマチ〜よくそんなに待てますね〜（2016年3月17日、テレビ東京）

### 情報番組
- めざましテレビ（2016年4月 - 2019年3月、フジテレビ） - イマドキガール

### その他のテレビ番組
- 笑顔がごちそう ウチゴハン（2012年 - 2013年、テレビ朝日） - 長女・ニイナ 役

### テレビドラマ
- グッドライフ〜ありがとう、パパ。さよなら〜 第2 - 4話（2011年4月 - 5月、関西テレビ） - 藤本萌 役
- 金曜プレステージ「外科医 鳩村周五郎13」（2014年7月4日、フジテレビ） - 袴田和子（幼少期） 役
- あすなろ三三七拍子（2014年7月 - 9月、フジテレビ） - 小泉紫乃 役
- 表参道高校合唱部!（2015年7月 - 9月、TBS） - 相原ほのか 役
- こえ恋（2016年7月 - 9月、テレビ東京）
- 先に生まれただけの僕（2017年10月 - 12月、日本テレビ） - 横田薫子 役

### テレビアニメ
- ちび☆デビ!（2012年9月10日[注釈 1]、NHK Eテレ） - 本人 役

### 映画
- 人狼ゲーム マッドランド（2017年） - 根岸すず 役

### ファッションショー
- writtenafterwards 16-17 autumn/winter（2016年3月16日、表参道ヒルズ）
- 東京ガールズコレクション 2016 spring/summer（2016年3月19日、代々木第一体育館）
- 東京ガールズコレクション 2016 AUTUMN / WINTER（2016年9月3日、さいたまスーパーアリーナ）

## 書籍

### 関連書籍
- フェフェ 2014-15 Autumn&Winter fafa's Universe（2014年、祥伝社〈祥伝社ムック〉）モデル
- Ray（2016年 3月号主婦の友社） モデル